# Gianni Zola
Gianni Jean Zola, né le 20 décembre 1959 à Moutiers (Meurthe-et-Moselle), est un coureur cycliste italien, professionnel de 1983 à 1986. 

## Palmarès
- 1977
  - Turin-Tigliole
  - 5e du championnat du monde sur route juniors
- 1978
  - 3e du Piccolo Giro di Lombardia
- 1979
  - Coppa Martiri di Montemaggio
  - Trofeo Matteotti - Marcialla
  - Gran Premio Palio del Recioto
  - 7e étape du Tour d'Italie amateurs
  - Prologue du Tour de la Vallée d'Aoste (contre-la-montre par équipes)
  - 2e de la Freccia dei Vini
- 1980
  - Mémorial Costante Girardengo
  - Prologue du Tour de la Vallée d'Aoste (contre-la-montre par équipes)
- 1981
  - Trofeo Caduti di Soprazocco
  - Gran Premio Artigiani Sediai e Mobilieri
  - 6e étape du Tour d'Italie amateurs
  - 3e du Trophée Raffaele Marcoli
- 1982
  - Corsa di Coppi
  - Coppa d'Argento Giovanni Brunero
  - Piccolo Giro dell'Emilia
- 1983
  - 9e du Tour de Toscane
  - 10e de la Coppa Agostoni
- 1985
  - 9e de Milan-Turin

## Résultats sur les grands tours

### Tour d'Italie
2 participations 
- 1985 : 75e
- 1986 : 91e

### Tour d'Espagne
1 participation
- 1985 : 75e